# براونزویل (لوئیزیانا)
براونزویل (به انگلیسی: Brownsville) یک منطقهٔ مسکونی در ایالات متحده آمریکا است که در پریش اوکیتا، لوئیزیانا واقع شده‌است. براونزویل ۴٬۳۱۷ نفر جمعیت دارد و ۲۴٫۰۸ متر بالاتر از سطح دریا واقع شده‌است.

## جغرافی
بنابر اداره آمار ایالات متحده آمریکا این جامعه مساحتی به وسعت ۳٫۴۹۴ مایل مربع (۹٫۰۵ کیلومتر مربع)، همه زمین‌ها دارد. پیش از سال ۲۰۱۰، اداره سرشماری شامل هردو و باکومویل و لوئیزیانا در براونزویل بود.